# Ruaig
Ruaig är en by på ön Tiree, i Tiree civil parish, i Argyll and Bute, Skottland. Byn är belägen 3 km från Rubha Dubh. Fram till 1969 hade den en grundskola. Orten hade 54 invånare år 1961.